# Православное кладбище (Белосток)
Православное кладбище — кладбище в Белостоке, расположенное по адресу улица Владислава Высоцкого, 1. Некрополь занимает площадь 6,7 га .

## История
После закрытия кладбища, расположенного в центре Белостока в 1887 году при церкви святой Марий Магдалины, на окраине города в то время было основано новое кладбище, в Выгоде (ныне Ярошовка). 31 мая 1892 года на территорий кладбища заложен храм, освященного под титулом Всехсвятского 19 мая 1894 года.
В годы Первой мировой войны кладбище было расширено до нынешних пределов и служило для воинских захоронений. В 1982-1984 годах был установлен учет исторических надгробий. Некрополь включен в реестр памятников Подляского воеводства.

## Известные люди
- Вячеслав Богданович (1878-1939? ) — белорусский религиозный и общественно-политический деятель.
- Николай Чарнецкий (1899-1944) - белорусский публицист, педагог, политический деятель.
- Сергей Богуш (1907-1942) - западнобелорусский общественный и культурный деятель.
- Левон Богуш (1909-1957) - западнобелорусский общественный и культурный деятель.
- Константин Кислый (1898-1980) - белорусский музыкант, композитор, дирижер церковных и светских хоров.
- Василий Юравец (1904-1980) - западно-белорусский поэт.
- Юрий Гениюш (1935-1985) - белорусский поэт и публицист.
- Виктор Рудчик (1934-1989) - журналист белорусского еженедельника "Нива" в Польше.
- Константин Сидорович (1906-1990) - белорусский общественный, политический и культурный деятель.
- Николай Гайдук (1935-1998) - белорусский писатель, журналист, краевед, педагог.